# Związek Właścicieli Ziemskich
Związek Właścicieli Ziemskich (ukr. Союз земельних власників, ros. Союз земельных собственников, SZW) – konserwatywno-monarchistyczna organizacja utworzona na Ukrainie Naddnieprzańskiej wiosną 1917 z inicjatywy M. Kowałenki. Organizowała średnich i wielkich właścicieli ziemskich, opowiadających się za niepodległością Ukrainy.
Razem z Ukraińska Partią Demokratyczną-Włościańską (UDChP) SZW zorganizował 29 kwietnia 1918 w Kijowie Kongres Chłopski, na którym ogłoszono Pawła Skoropadskiego Hetmanem Ukrainy. 
W końcu października 1918 SZW rozpadł się na frakcję drobnych i średnich chłopów z  M. Kowałenką na czele, która broniła niepodległości Ukrainy,  i  frakcję wielkich właścicieli ziemskich, którzy opowiadali się za federacją z Rosją (I. Dusan, hrabia Heyden, Nenarochomow). SZW istniał do obalenia rządu hetmańskiego.